# Петар Прерадович
Петар Прерадович (хорв. Petar Preradović, серб. Петар Прерадовић, нім. Petar von Preradović; 19 березня 1818, Грабровниця, тепер громада Пітомача, Вировитицько-Подравська жупанія, Хорватія — 18 серпня 1872, Фарафельд біля Відня, Австрія) — хорватський військовий діяч, генерал австро-угорської армії, поет. Самовизначався як хорват.

## Життєпис
Дитинство і шкільні роки Петар Прерадович провів в Грубишно-Полє (жив його батько). 
Після смерти батька турботу про освіту Петара взяло на себе військове управління, відправивши його на навчання в Терезіанську військову академію. 
В роки навчання в академії Петар Прерадович почав писати вірші німецькою мовою зі значним впливом романтизму. Після знайомства з Іваном Кукулевичем Сакцинським зацікавився хорватської культурою, став писати рідною — хорватською мовою. 
Більшу частину життя Петар Прерадович провів за межами батьківщини, літературною діяльністю займався лише настільки, наскільки дозволяла військова служба.
Петар Прерадович був похований у Відні, 1879 року останки поета, військовика були посмертно перенесені на Заґребський цвинтар Мірогой.

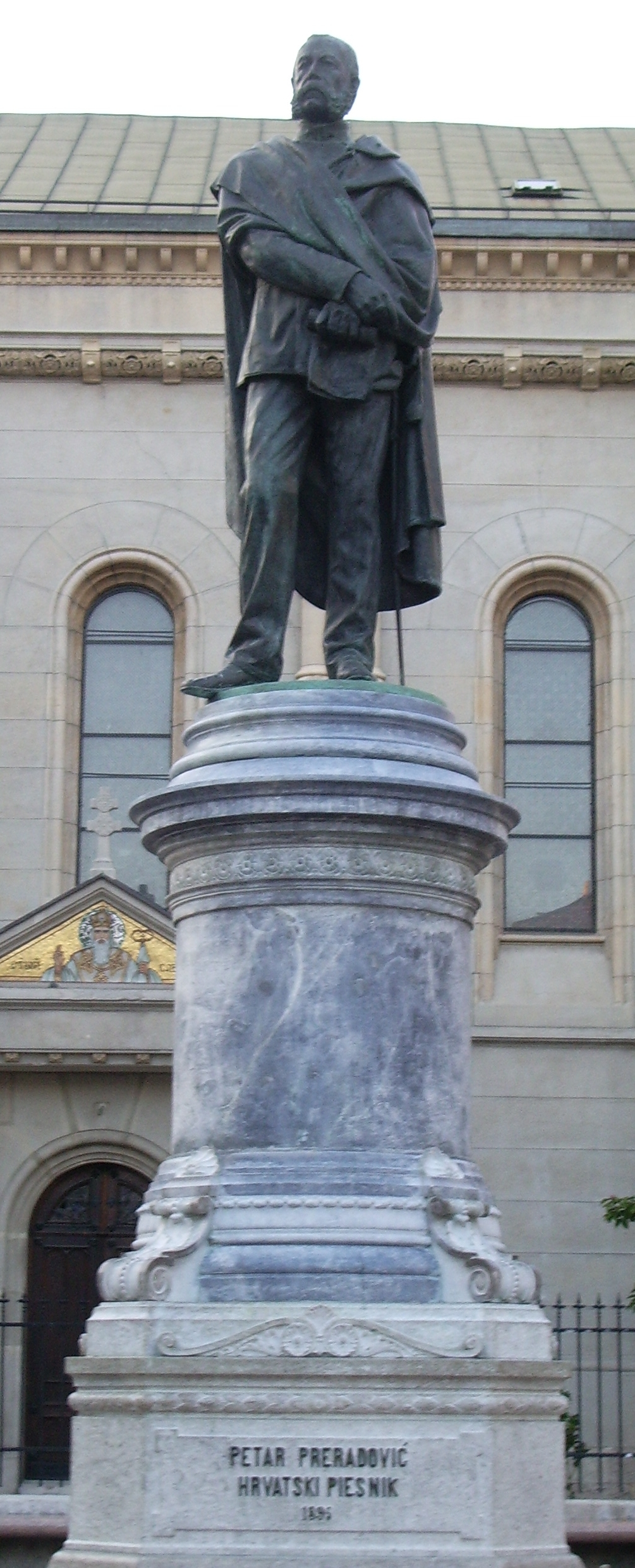
Статуя Петра Прерадовича на площі Прерадовича («Квіткова площа») в Заґребі

.

## Твори
- Das Uskoken-Mädchen (Uskočka djevojka), 1841;
- Zora puca, bit će dana, 1844[4];
- Prvenci, Zadar, 1846;
- Putnik, 1846[5];
- Nove pjesme, 1851;
- Prvi ljudi (епос), 1862;
- Vladimir i Kosara (епос);
- Kraljevic Marko (драма);
- Slavenski Dioskuri;
- An mein Vaterland (Mojoj domovini);
- Pozdrav domovini;
- Pjesnička djela, Zagreb, 1873;
- Zivot i pjesme, 1909;
- «Pustinjak» (роман).

## Переклад українською
Український переклад поезії Петара Прерадовича здійснив Павло Грабовський, яка опублікована у збірці «З чужого поля» в 1895 році, перекладав й Володимир Масляк.

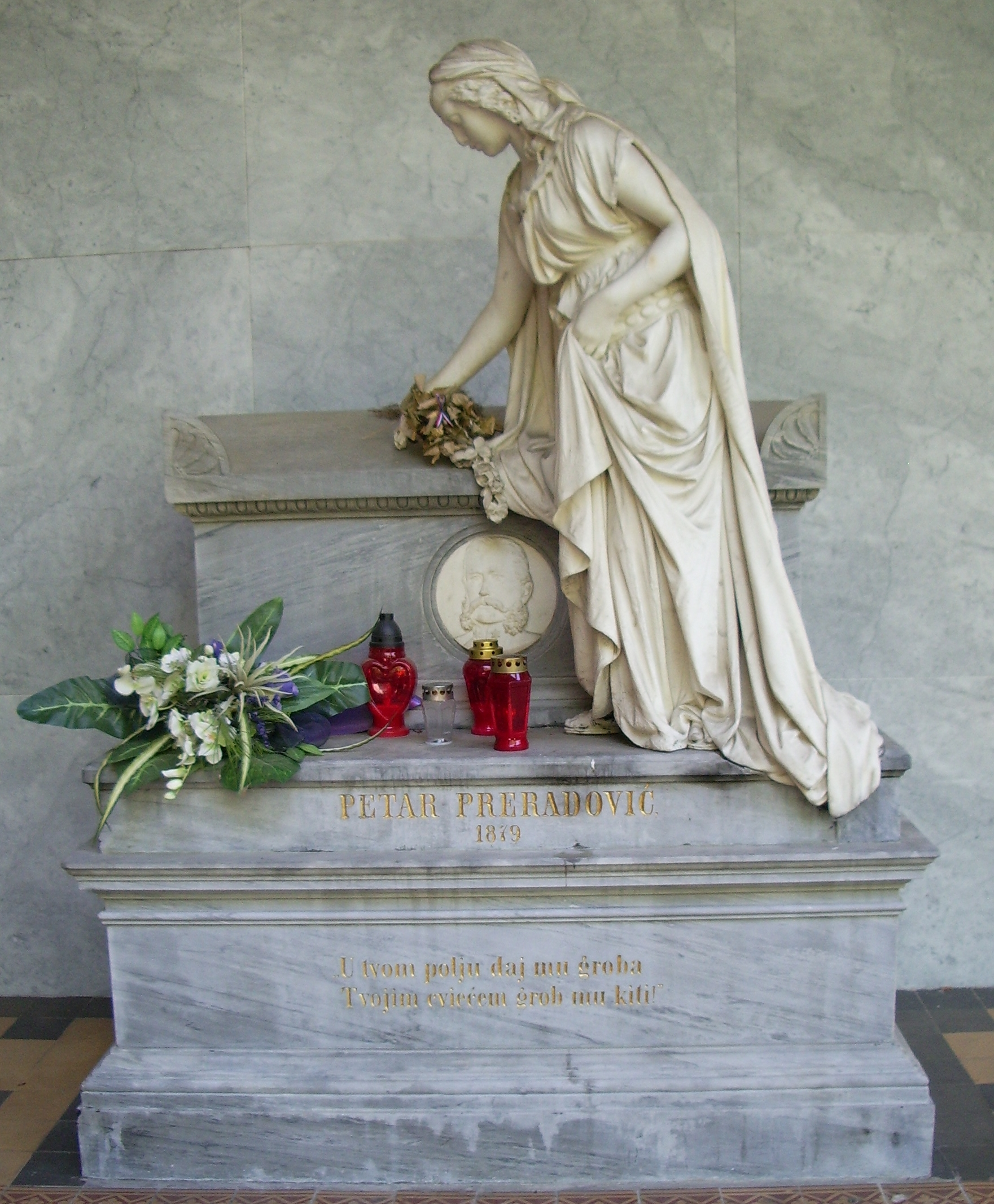
Могила Прерадовича на Мірогою (Загреб)

.